# Euonthophagus loeffleri
Euonthophagus loeffleri là một loài bọ cánh cứng trong họ Bọ hung (Scarabaeidae).